# پروانه سلحشوری
پروانه سلحشوری (زادهٔ ۱۳۴۳ مسجدسلیمان) سیاستمدار ایرانی است که پیش‌تر در دوره دهم مجلس شورای اسلامی، به‌عنوان نماینده تهران در مجلس حضور داشت. وی هم‌اکنون استاد دانشگاه آزاد اسلامی است و در دولت دوازدهم نیز عضو کارگروه زنان روستایی، عشایر و مناطق محروم معاونت زنان و خانواده ریاست‌جمهوری بود.
سلحشوری دانش‌آموخته دکتری جامعه‌شناسی از هند است. در انتخابات دهمین دوره مجلس شورای اسلامی، نام وی در فهرست ائتلاف فراگیر اصلاح‌طلبان قرار داشت.

## زندگی‌نامه
پروانه سلحشوری در سال ۱۳۴۳ در شهر مسجدسلیمان، استان خوزستان  زاده شد. وی پیش از ورود به مجلس دهم، به عنوان مدرس دانشگاه آزاد اسلامی فعالیت می‌کرد. برات قبادیان، همسر سلحشوری، در دولت دوازدهم معاونت آموزش، پژوهش و فناوری وزارت صنعت، معدن و تجارت را برعهده داشت.

## مجلس دهم
در دهمین دوره انتخابات مجلس شورای اسلامی، پروانه سلحشوری، در لیست ۳۰ نفرهٔ ائتلاف فراگیر اصلاح‌طلبان: گام دوم در تهران حضور داشت و توانست با کسب ۱٬۱۹۸٬۷۶۰ رأی، در رتبهٔ یازدهم تهران، وارد مجلس دهم شود. وی همچنین ریاست فراکسیون زنان مجلس را نیز در کارنامه خود دارد. در حال حاضر فریده اولادقباد ریاست این فراکسیون را عهده‌دار است.
سلحشوری در اعتراض به نظارت استصوابی شورای نگهبان و نیز نحوه برخورد با معترضین در اعتراضات سوختی ۱۳۹۸ ایران در یازدهمین دوره انتخابات مجلس شورای اسلامی ثبت نام نکرد.

## ممنوعیت فعالیت آنلاین
وی در روزهای آخر دی ۱۴۰۱ در توییتی نوشت: «از فعالیت رسانه ای منع شده ام، وکلای من تضمین داده اند که فعالیت نکنم. دیگر نباید بنویسم. گاهی فکر میکنم این هم نوعی کشتن و شکنجه است. من اینجا پس دلم تنگ است و هر سازی که میبینم بد آهنگ است.»